# Севт II

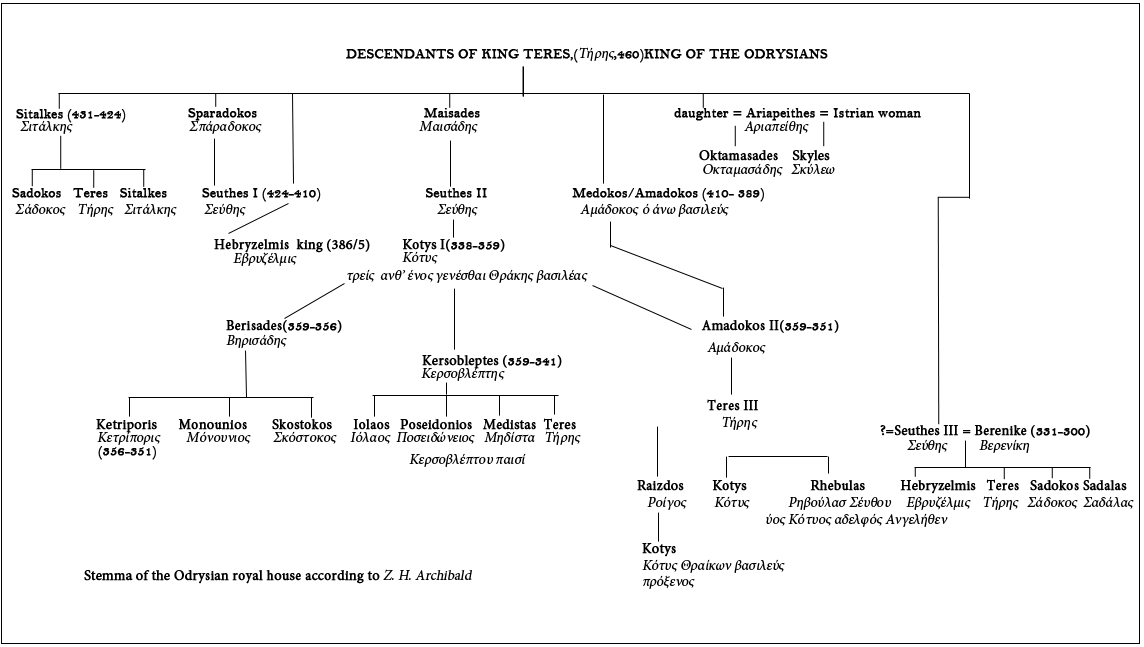
Родовід нащадків Тереса

Севт II (д/н — бл. 386 до н. е.) — володар Одриського царства в 405—386 роках до н. е.

## Життєпис
Син молодшого співцаря (парадинаста) Месада, що панував над областями, які межували з грецькими колоніями північного узбережжя Егейського моря. Близько 405 рокудо н. е. після смерті батька успадкував ці володіння. Опинився під опікоюстаршого співцаря Амадока I. Зз часом відносини між ними погіршилися. Аристотель згадує про зіткнення між прихильниками царя Амадока I і Севта II. Для вирішення цього конфлікту Афіни відправили до Фракії Фрасибула, який віддав перевагу Амадоку I і визнав його законним правителем Одриського царства. Севта II було позбавлено статуса співцаря, але залишився панувати над племенами мелантідів, фінами і траніпсів (область від міста Салміндеса в Чорному морі до Перінфа в Мармуровому морі). Через декілька років Севт II замирився зі старшим царем, визнавши того першість.
400 року до н. е. Севт II найняв частину загону греків, що під орудою Ксенофонта поверталися з невдалого походу Кіра Молодшого. Сам Ксенофонт рушив до Спарти. За допомогою цих військ Севт II домігся перемоги над гірськими племенами й стати незалежним від Амадока I. Але коли грецькі найманці попросили оплатити їх службу Севт II спробував обдурити їх і ухилитися від своїх зобов'язань. Зрештою парадинаст був змушений заплатити вказану суму. За цим зажадав від грецьких колоній південно-західного узбережжя Чорного моря збільшити данину, яку сплачували одриським царям.
У 399 році направив допоміжний загін на допомогу спартанцям. Але після поразки спартанського флоту в битві при Кніді в 394 році до н. е. він укладає союз з Афінами. Невдовзі знову вступає у конфлікт з Амадоком I, який було залагоджено 390 року до н. е. завдяки втручанню афінського посольства.
Близько 386 року до н. е. після смерті Амадока I зумів стати старшим царем Одриської держави, але вже у 386 році до н. е. новим царем стає Гебрізелм, який до того був парадинастом. Можливо внаслідок поразки Севт II загинув.